# Gaston Diehl
Gaston Diehl (* 10. August 1912 in Paris; † 12. Dezember 1999) war ein französischer Professor für Kunstgeschichte sowie Kunstkritiker, Journalist und Filmemacher, der 1950 mit einem Oscar ausgezeichnet wurde.

## Biografie
Der Sohn des Lehrers René-Charles Diehl und dessen Frau Céline Snacken besuchte die Schulen Lycée Henri IV und Lycée Saint-Louis und ließ sich an der berühmten Sorbonne fortbilden. 1934 absolvierte Gaston Diehl das Institut d'Art et d'Archéologie und 1936 die École du Louvre. Von 1937 bis 1939 arbeitete er als Redaktionssekretär für die Wochenzeitschrift Marianne und widmete sich einer Kunstchronik mit dem Titel Das Tribunal der jungen Leute („La Tribune des jeunes)“. Ebenfalls 1939 gründete er die Zeitschrift Charpentes.
Während der Besetzung Paris’ durch die Nationalsozialisten im Oktober 1943 gründete Diehl zusammen mit Henri-Georges Adam, Alfred Manessier, Edouard Pignon, Jean Le Moal, René Iché, André Marchand, Édouard Pignon und Gustave Singier sowie weiteren Künstlern den „Salon de Mai“ in einem Café nahe dem Palais Royal, womit er auch einen Kontrapunkt zur Ideologie der Nazis und ihrer Auffassung von entarteter Kunst setzen wollte. Etliche der Vorgenannten hatten 1941 an einer Ausstellung von 20 jungen Malern mitgewirkt, die sich der französischen Tradition widmete. Diehl war ab Oktober 1944 mit seiner Bewegung der Freunde der Kunst darum bemüht, die moderne Kunst durch Vorträge, Vorführungen, Filme, Bilderausstellungen und dergleichen auch ins Umland der Hauptstadt zu tragen. So half er auch bei Ausstellungen von Pierre Bonnard, Henri Matisse, Pablo Picasso, Jacques Villon, Georges Braque, Bernard Buffet und Hans Hartung. Im Jahr 1948 spielte Diehl eine wichtige Rolle bei der Schaffung des Internationalen Filmfestivals der Kunst, wozu er auch als Produzent und Autor der dokumentarischen Kurzfilme Van Gogh, Gauguin (Regie jeweils: Alain Resnais) und Les fêtes galantes (Watteau) (Regie: Jean Aurel) beitrug.
Für diese Arbeit wurde Diehl 1950 zusammen mit Robert Hessens in der Kategorie „Bester Kurzfilm“ (2 Filmrollen) für den dokumentarischen Kurzfilm Van Gogh über das Leben und Wirken Vincent van Goghs mit einem Oscar ausgezeichnet.  
Nachdem Diehl 1950 als Professor an die Universidad Central de Venezuela und die School of Fine Arts berufen wurde, lehrte er dort Kunstgeschichte und schrieb Artikel für die europäische und lateinamerikanische Presse. Er hatte nicht nur in dieser Zeit mit zahlreichen bekannten Künstlern zu tun. Er bekleidete zudem das Amt des Kulturattachés an der Botschaft und leitete das Franco-Venezolanische Institut. In dieser Zeit war er Künstlern wie Carlos Cruz-Diez und Jesús Rafael Soto dabei behilflich, auch in Europa Akzeptanz und Anerkennung zu erreichen.
Ab Februar 1966 war Diehl der Koordinator des französischen Auswärtigen Amtes, soweit das künstlerische Aktionen betraf. Bis zu seinem Ruhestand, der 1977 erfolgte, übernahm er zudem weitere Aufgaben, die Kunstausstellungen in Frankreich betrafen und mit Hilfe von Kuratoren, Kritikern und Freunden bewältigt wurden, hier sei besonders verwiesen auf die Ausstellung „Le Trésor de Toutankamon“ von 1966. 1983 wählte man ihn zum Präsidenten des Museums für Lateinamerika (Maison de l'Amérique Latine), woraufhin er bemüht war, lateinamerikanische Künstler in Europa einzuführen. Eine seiner letzten Ausstellungen, die er als Kunsthistoriker initiierte, war eine gemeinsame Ausstellung Frankreichs und Italiens mit dem Titel: „Mystérieuse légende de l'Ecole de Paris à Montparnasse“ („Mysteriöse Legende der Pariser Schule in Montparnasse“). Mit seinem Engagement für die Kunst hörte er nie auf und unterstützte diese in aller Welt bis zu seinem Tod im Jahr 1999.

## Privates
Diehl war seit dem 5. Oktober 1939 mit Marie-Louise Delpoux verheiratet; das Paar hatte drei Kinder (zwei Töchter und einen Sohn).

## Filmografie
bis auf ‚Pictura‘, sämtlichst Kurzfilme
- 1948: Van Gogh (Produzent und Autor)

als Autor
- 1948: Malfray
- 1950: Les fêtes galantes (Watteau)
- 1950: Gauguin
- 1951: Pictura

## Auszeichnung (Auswahl)
- 1950: Oscar für Van Gogh